# ازگیان الیوسکی
ازگیان الیوسکی (مقدونی: Езѓан Алиоски؛ زادهٔ ۱۲ فوریهٔ ۱۹۹۲) بازیکن فوتبال اهل مقدونیه شمالی است.
از باشگاه‌هایی که در آن بازی کرده‌است می‌توان به باشگاه فوتبال لوگانو و باشگاه ورزشی یانگ بویز برن اشاره کرد.
وی همچنین در تیم‌های ملی فوتبال زیر ۲۱ سال مقدونیه شمالی، و مقدونیه شمالی بازی کرده‌است.